# قرمزتششمه (مقاطعة فراهان)
قرمزتششمه (بالفارسية: قرمزچشمه) هي قرية تقع في مركزي في إيران. يقدر عدد سكانها بـ 132 نسمة بحسب إحصاء 2016.